# Улица Бунимовича
Улица Бунимо́вича (до 1964 года называлась Подкумской, затем — Набережной) — улица в городе Пятигорске, расположенная в Центральном районе города, южнее улицы Теплосерной. Ранее этот район назывался Свиной балкой. Ориентирована в направлении северо-восток — юго-запад. Тянется с востока (от бывшего пансионата «Теплосерный») на запад (до бывшего завода измерительных приборов). В основном застроена жилыми домами частного сектора, на чётной стороне в последние годы появилась многоэтажная застройка, имеются предприятия торговли и автосервиса.

## Название
Названа в 1964 году в честь Героя Советского Союза Юрия Эммануиловича Бунимовича.

## Организации
По нечётной стороне
- № 1 — Отель «Континенталь»
- № 3 — Винкомбинат
- № 5 — Кафе «Натюр»
- № 7 — Автоколонна № 1477
- № 7 — страховое общество «Микора»
- № 7 — Магазин бытовой техники «Поиск»
- № 7 — Магазин оргтехники «Форте-Сервис»
- № 7 — Охранные системы «СКВИД»
- № 13 — Центр судебной экспертизы и оценки
- № 15 — АЗС № 103 «Роснефть»

По чётной стороне
- № 34 — Автовокзал